# وایت لایز (گروه موسیقی)
وایت لایز (انگلیسی: White Lies) نام یک گروه موسیقی سبک پست-پانک بریتانیایی واقع در لندن است که در سال ۲۰۰۷ تشکیل شد. اعضای آن هری مک‌وی (گیتار و خواننده)، چارلز کیو (خواننده دوم، گیتار الکتریک)، جک لاورنس براون (درامز) هستند. ترانه‌های آنها با نام کارهای ناتمام و مرگ در سال ۲۰۰۷ به موفقیت بسیار رسید.